# Fukuda Denshi Arena
Fukuda Denshi Arena (フクダ電子アリーナ Fukuda Denshi Ariina), thường được gọi là Fuku-Ari (フクアリ), là một sân vận động bóng đá ở Chiba, Nhật Bản. Sân được hoàn thành xây dựng vào năm 2005. Đây là sân nhà của câu lạc bộ J2 League JEF United Ichihara Chiba, sau khi đội chuyển sân nhà từ Sân vận động Ichihara Seaside. Sân vận động có sức chứa 19.781 khán giả, với 18.500 chỗ ngồi.

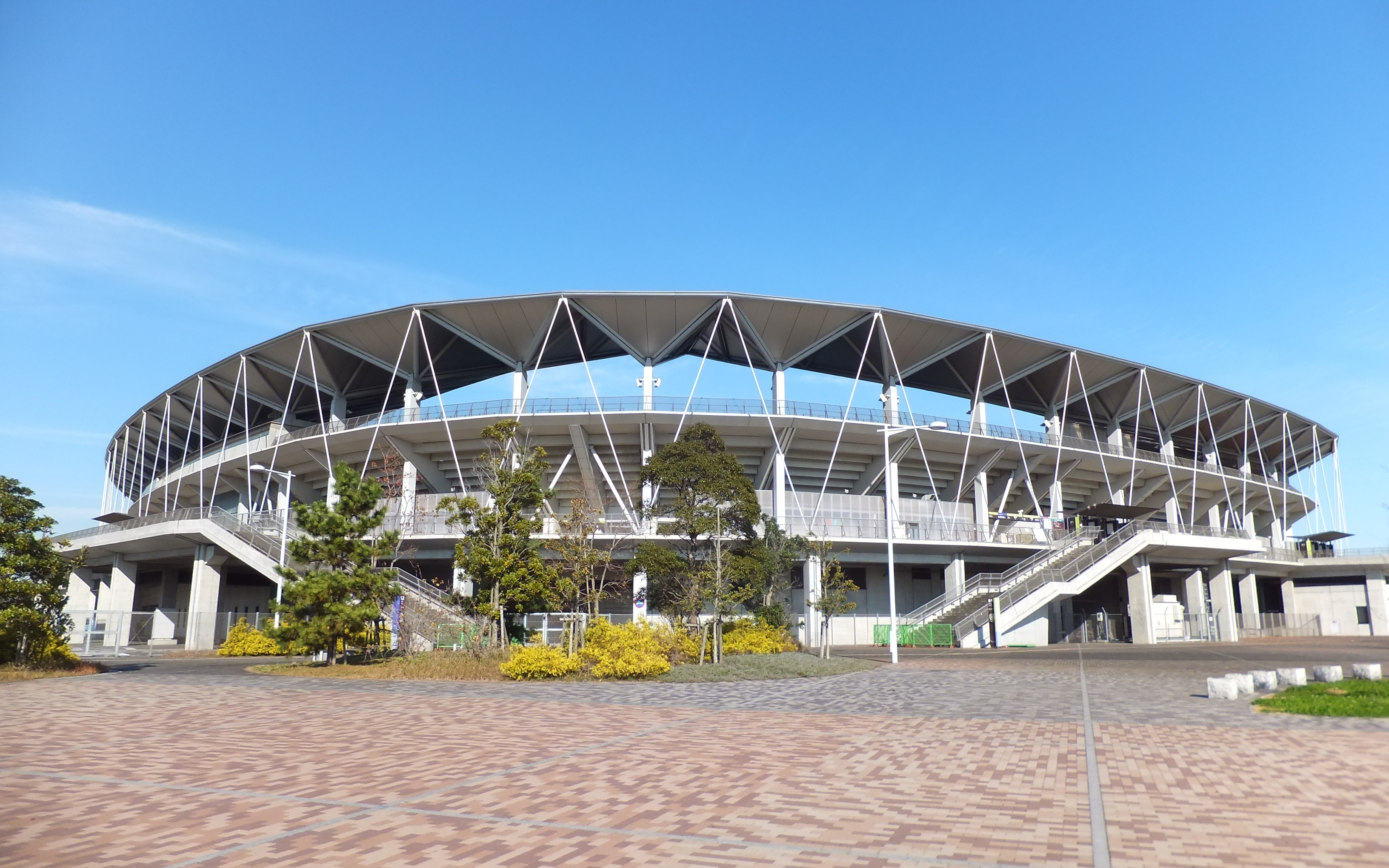
Bên ngoài Fukuda Denshi Arena (10 tháng 12 năm 2011)

Sân ban đầu có tên gọi là Sân vận động bóng đá Soga Chiba (千葉市蘇我球技場 Chiba-shi Soga Kyūgijō). Fukuda Denshi, một nhà sản xuất thiết bị y tế, đã giành được quyền đặt tên cho sân vận động sau khi đưa ra mức giá cao hơn một số ứng cử viên khác.
Vị trí này trước đây là khu nhà máy Kawasaki Steel.
Trận đấu quốc tế đầu tiên được tổ chức tại đây là vào ngày 29 tháng 5 năm 2009, khi các đội tuyển Bỉ và Chile có trận đấu giao hữu. Trận đấu kết thúc với tỷ số hòa 1–1.